# Chris Greenham
Chris Greenham, (nata Vivian C. Greenham) (21 aprile 1923 – 21 gennaio 1989), è stato un effettista statunitense, supervisore della registrazione sonora cinematografica ed esperto di montaggio sonoro.

## Biografia
Ha vinto il premio Oscar ai migliori effetti speciali per gli effetti audio nel 1962 per il suo lavoro nel film I cannoni di Navarone, al tempo il suo nome era Vivian C. Greenham.